# 뱌체슬라프 말라페예프
뱌체슬라프 알렉산드로비치 말라페예프(러시아어: Вячесла́в Алекса́ндрович Малафе́ев, 1979년 3월 4일, 러시아 SFSR 레닌그라드 ~ )는 러시아의 전 축구 선수이며 포지션은 골키퍼이다. 그는 17시즌 동안 제니트에서만 계속 생활한 '원클럽 맨'이다.

## 선수 경력
그는 9살에 스메나 축구 학교에서 처음으로 축구를 시작하였다. 1997년에는 그의 친정팀인 제니트에서 2군 리그인 디비전-2에서 경기를 뛰었다. 1999년, 아르메니아 출신의 골키퍼 로만 베레좁스키의 출전 정지로 인해, 처음으로 러시아 프리미어리그의 경기 출전 기회를 얻게 되었다. 또한 베로좁스키가 팀을 떠난 2001년에 그는 팀의 선발골키퍼가 되었다. 그는 동료 골키퍼인 슬로바키아 출신의 카밀 촌토팔스키보다 먼저 선발 골키퍼가 되었으며, 2008년에 열린 UEFA컵에서 스코틀랜드의 레인저스를 상대로 2:0 무실점 완승을 기록하여 팀의 최초 UEFA 컵 우승에 큰 활약을 하였다.

## 국가대표팀 경력
그는 2004년에 UEFA 유로 2004 예선에서 웨일스를 상대로 러시아 축구 국가대표팀 소속으로 A매치에 데뷔하였다. 그는 세르게이 옵친니코프의 뒤를 이어, 이고리 아킨페예프보다 먼저 국가대표팀의 2번째 골카퍼 자리에 올랐으며, 유로 2004 본선에서 세르게이 옵친니코프가 포르투갈전에서 레드 카드를 받아 퇴장하게 되어, 교체 출장하게 되었고, 그리스를 상대로 한 경기에서 선발 출장하게 되었다.

## 수상
- 1999 – 러시아 컵
- 2003 – 러시아 프리미어리그컵
- 2007 – 러시아 프리미어리그
- 2008 – 러시아 슈퍼컵
- 2008 – UEFA 컵
- 2008 – UEFA 슈퍼컵
- 2010 – 러시아 컵
- 2010 – 러시아 프리미어리그
- 2011 – 러시아 슈퍼컵